# Damon Mirani
Damon Mirani (Monnickendam, 13 maggio 1996) è un calciatore olandese, difensore dell'Heracles Almelo.

## Statistiche

### Presenze e reti nei club
Statistiche aggiornate al 31 agosto 2022.
| Stagione           | Squadra            | Campionato         | Campionato | Campionato | Coppe nazionali | Coppe nazionali | Coppe nazionali | Coppe continentali | Coppe continentali | Coppe continentali | Altre coppe | Altre coppe | Altre coppe | Totale | Totale |
| Stagione           | Squadra            | Comp               | Pres       | Reti       | Comp            | Pres            | Reti            | Comp               | Pres               | Reti               | Comp        | Pres        | Reti        | Pres   | Reti   |
| ------------------ | ------------------ | ------------------ | ---------- | ---------- | --------------- | --------------- | --------------- | ------------------ | ------------------ | ------------------ | ----------- | ----------- | ----------- | ------ | ------ |
| 2013-2014          | Jong Ajax          | ED                 | 1          | 0          | -               | -               | -               | -                  | -                  | -                  | -           | -           | -           | 1      | 0      |
| 2014-2015          | Jong Ajax          | ED                 | 4          | 0          | -               | -               | -               | -                  | -                  | -                  | -           | -           | -           | 4      | 0      |
| 2015-2016          | Jong Ajax          | ED                 | 19         | 0          | -               | -               | -               | -                  | -                  | -                  | -           | -           | -           | 19     | 0      |
| Totale Jong Ajax   | Totale Jong Ajax   | Totale Jong Ajax   | 24         | 0          |                 | -               | -               |                    | -                  | -                  |             | -           | -           | 24     | 0      |
| 2016-2017          | Almere City        | ED                 | 33         | 1          | CO              | 2               | 0               | -                  | -                  | -                  | -           | -           | -           | 35     | 1      |
| 2017-2018          | Almere City        | ED                 | 31+6       | 3+3        | CO              | 2               | 0               | -                  | -                  | -                  | -           | -           | -           | 39     | 6      |
| 2018-2019          | Almere City        | ED                 | 31+2       | 3          | CO              | 2               | 0               | -                  | -                  | -                  | -           | -           | -           | 35     | 3      |
| 2019-2020          | Almere City        | ED                 | 29         | 0          | CO              | 1               | 0               | -                  | -                  | -                  | -           | -           | -           | 30     | 0      |
| 2020-2021          | Almere City        | ED                 | 38+1       | 5          | CO              | 1               | 0               | -                  | -                  | -                  | -           | -           | -           | 40     | 5      |
| Totale Almere City | Totale Almere City | Totale Almere City | 162+9      | 12+3       |                 | 8               | 0               |                    | -                  | -                  |             | -           | -           | 179    | 15     |
| 2021-2022          | Volendam           | ED                 | 38         | 4          | CO              | 1               | 0               | -                  | -                  | -                  | -           | -           | -           | 39     | 4      |
| 2022-2023          | Volendam           | E                  | 4          | 0          | CO              | 0               | 0               | -                  | -                  | -                  | -           | -           | -           | 4      | 0      |
| Totale Volendam    | Totale Volendam    | Totale Volendam    | 42         | 4          |                 | 1               | 0               |                    | -                  | -                  |             | -           | -           | 43     | 4      |
| Totale carriera    | Totale carriera    | Totale carriera    | 228+9      | 16+3       |                 | 9               | 0               |                    | -                  | -                  |             | -           | -           | 246    | 19     |